# Пиротский округ
Пиротский округ (серб. Пиротски управни округ) — округ в юго-восточной части Сербии, относится к статистическому региону Южная и Восточная Сербия., находится на границе с Болгарией.

## Административное деление
Территория округа поделена на 4 общин:
- Бела-Паланка
- Пирот
- Бабушница
- Димитровград

## Население
На территории округа проживает 77 379 сербов (83,7 %), 6602 болгар (7,1 %), 4306 цыган (4,7 %) и другие народы (2011).